# Francesca Corvin-Krasinska
Francesca Corvin-Krasinska (Maleszowa (Polònia), 1742 - Dresden, 30 d'abril de 1796), va ser una comtessa polonesa, esposa morganàtica del duc Carles de Saxònia. En resposta a la persistència del seu marit i dels seus advocats en la cort reial de Saxònia, al juny 1775, se li va donar a Francesca el seu propi títol de princesa per l'emperador Josep II, i heretable a través dels seus fills.

## Primers anys
Francesca era filla del comte polonès Estanislau Corvin-Krasinski (1717 - 1762) i de la seva esposa, Àngela Humiecka. Va néixer al Castell de Maleszowej, però la família es va traslladar a Varsòvia, on coneixeria el seu futur marit, el príncep Carles de Saxònia. Carles era fill menor del rei August III de Polònia, que també era hereu a l'Electorat de Saxònia.

## Matrimoni
Com que Francesca era d'una casa noble, però no pertanyia a una dinastia governant o simplement una dinastia reial, es va casar amb Carles secretament i mai no va compartir el seu títol dinàstic. En resposta a la persistència de Carles i dels seus advocats a la cort reial de Saxònia, el matrimoni va ser reconegut com a legítim, i al juny 1775, se li va donar a Francesca el seu propi títol de princesa per l'emperador Josep II.

### Descendència
La parella només va tenir una filla: 
- Maria Cristina de Saxònia (7 de desembre de 1770 - 24 de novembre de 1851), casada amb el príncep Carles Manel de Savoia-Carignano.